# کاتسومی نیشیکاوا
کاتسومی نیشیکاوا (انگلیسی: Katsumi Nishikawa; ۱ ژوئیهٔ ۱۹۱۸ – ۶ آوریل ۲۰۱۰) کارگردان فیلم، و فیلم‌نامه‌نویس اهل ژاپن بود.